# Alois Braun (Politiker)
Alois Braun (* 1. Oktober 1960 in Ingolstadt) ist ein deutscher Politiker (CSU).
Braun machte das Abitur 1980 am Willibald-Gymnasium in Eichstätt. Es folgten ein Fachhochschulstudium mit Abschluss als Diplomverwaltungswirt und ein Hochschulstudium mit Abschluss als Dipl. sc. pol. Univ. Er war ab 1983 am Landratsamt Eichstätt und in der Regierung von Oberbayern sowie von 1984 bis 1987 in der Bayerischen Staatskanzlei berufstätig.
Braun war ab 1987 Kommunalreferent der CSU sowie Landesgeschäftsführer der Kommunalpolitischen Vereinigung des Arbeitskreises „Polizei“ und des Arbeitskreises „Öffentlicher Dienst“. Ab 1984 war er Gemeinderat und Mitglied im Kreistag des Landkreises Eichstätt. Er war auch CSU-Ortsvorsitzender, Kreisvorsitzender der Jungen Union, stellvertretender Bundesvorsitzender der Kommunalpolitischen Vereinigung der CDU und CSU Deutschlands, Landesvorsitzender des Arbeitskreises „Polizei“ und stellvertretender Landesvorsitzender des Arbeitskreises „Öffentlicher Dienst“. Von 1990 bis 1994 war er Mitglied des Bayerischen Landtags.
2008 trat er als Kandidat für das Amt des Bürgermeisters in seiner Heimatgemeinde Denkendorf für eine Unabhängige Bürgerliste an. Zehn Jahre später schied er aus dem Gemeinderat Denkendorf aus.